# Pflegeberufegesetz
Im deutschen Pflegeberufegesetz (Gesetz über die Pflegeberufe) wurden die drei bisherigen Ausbildungen in der Altenpflege, der Gesundheits- und Krankenpflege sowie der Gesundheits- und Kinderkrankenpflege zu einem einheitlichen Ausbildungsberuf zusammengeführt. Es ersetzt im Wesentlichen ab 2020 die beiden bisherigen Gesetze: Altenpflegegesetz von 2000, in Kraft seit 2003, und das Krankenpflegegesetz in der Neufassung von 2004.

## Ziele und Inhalte
Als Generalistische Pflegeausbildung wurden einige Modellprojekte unterschiedlicher Form und Ausbildungsdauer zur Weiterentwicklung der Pflegeausbildung/-berufe bezeichnet, die die drei bisher separaten Ausbildungen in der Gesundheits- und Krankenpflege, der Kinderkrankenpflege und der Altenpflege schrittweise in einer einzigen, ebenfalls dreijährigen, Berufsausbildung zusammenführen sollten. Im Juli 2017 wurde zur Realisierung nach einer Vereinbarung innerhalb der Regierungskoalition ein Gesetzgebungsverfahren abgeschlossen, das von der den Gesetzentwurf vorlegenden Bundesregierung Entwurf eines Gesetzes zur Reform der Pflegeberufe (Pflegeberufereformgesetz – PflBRefG) genannt wurde; mit dem Entwurf vom 9. März 2016. Es umfasst 68 Paragraphen.
Wesentliche Inhalte beziehen sich auf die ab 2020 geltenden Zulassungsvoraussetzungen (i. d. R. mittlerer Schulabschluss), die Dauer von drei Jahren (oder bei Teilzeit bis zu fünf Jahre) sowie die Grundsätze einer bundesweit einheitlichen Finanzierung. Das hierbei zu absolvierende schul- oder universitätsinterne Curriculum beträgt zwei Jahre für die generalistische Phase und ein Jahr zur Spezialisierung. Eine Evaluation soll für die Beibehaltung oder Abschaffung der Berufe Gesundheits- und Kinderkrankenpfleger/in und Altenpfleger/in nach 2026 die Entscheidungsgrundlage liefern. Auch ein Einstieg in eine akademische Ausbildung für Pflegende zum Wechsel in die Lehr- und Leitungsebene wird erwähnt. Weitere Einzelheiten zu den Inhalten der Ausbildung sind in der Pflegeberufe-Ausbildungs- und -Prüfungsverordnung - PflAPrV geregelt.
Eine wesentliche Neuheit ist die Definition von Vorbehaltsaufgaben (Erhebung und Feststellung des individuellen Pflegebedarfs, Organisation, Gestaltung und Steuerung des Pflegeprozesses und die Analyse, Evaluation, Sicherung und Entwicklung der Pflegequalität), die nur  durch Pflegefachfrauen oder -Männer beruflich durchgeführt werden dürfen.
Im Rahmen von Modellvorhaben zur  Weiterentwicklung des Pflegeberufs können „Kompetenzen zur Ausübung heilkundlicher [ärztlicher] Tätigkeiten“ vermittelt werden.
Zu den Ausbildungszielen zählen auch explizit die fortlaufende Weiterentwicklung im Beruf und lebenslanges Lernen.

### Bezeichnungen der Berufe
Nach dem Pflegeberufegesetz tritt ab 2023 die Bezeichnung Pflegefachfrau bzw. -mann neben die Berufe in der Alten- und Kinderkrankenpflege. Die staatliche Erlaubnis berechtigt zum Führen der jeweiligen Berufsbezeichnung – es gibt neben den Pflegefachpersonen weiter Abschlüsse als Gesundheits- und Kinderkrankenpfleger/in und Altenpfleger/in.

### Übergangsbestimmungen, Mantelgesetz
Zum Pflegeberufegesetz wurde gleichzeitig als Mantelgesetz, das bisherige Bestimmungen in anderen Gesetzen etc. anpasst, das Pflegeberufereformgesetz erlassen. Der dortige Artikel 1 enthält das Pflegeberufegesetz.

### Ausbildungs- und Prüfungsverordnung
Die Ausbildung und insbesondere deren Abschluss werden in der Pflegeberufe-Ausbildungs- und -Prüfungsverordnung - PflAPrV geregelt.

## Umsetzung
Zum 21. November 2018 wurde durch das Bundesministerium für Gesundheit und das Bundesministerium für Familie, Senioren, Frauen und Jugend ein Expertengremium eingesetzt. Die zehn berufenen Ehrenamtlichen sollten auf Basis der im Oktober 2018 in Kraft getretenen Pflegeberufe-Ausbildungs- und Prüfungsverordnung, Lehr- und Ausbildungspläne für Pflegeberufe entwickeln und ausformulieren. Für die Besetzung dieser Fachkommission nach dem Pflegeberufegesetz wurden Experten aus der Pflegewissenschaft und der Pflegepädagogik – sowohl aus dem universitären wie auch aus dem schulischen Bereich – von den Bundesländern und den verschiedenen Verbänden vorgeschlagen. Die erste konstituierende Sitzung der Fachkommission nach Pflegeberufegesetz fand am 18. und 19. Dezember 2018 statt.
Die ausgearbeiteten Rahmenpläne wurden zum 26. Juni 2019 von Ingrid Darmann-Finck und Gertrud Hundenborn an die Bundesminister Jens Spahn und Franziska Giffey überreicht. An der anschließenden Prüfung unter Federführung der beiden zuständigen Bundesministerien waren auch weitere Fachleute beteiligt, zum Beispiel der Bundesbeauftragte für Pflege, Andreas Westerfellhaus.